# Dominik Märki
Dominik Märki, né le 9 octobre 1990, est un curleur suisse.

## Carrière
Médaillé d'or au Festival olympique de la jeunesse européenne d'hiver de 2009, il est ensuite sacré champion du monde junior en 2010.
Il est médaillé de bronze au Championnat du monde de curling masculin 2014. Au niveau continental, il obtient aux Championnats d'Europe de curling le bronze en 2017.
Il fait partie de l'équipe suisse médaillée de bronze au tournoi masculin de curling aux Jeux olympiques d'hiver de 2018.